# Telogo Rejo
Telogo Rejo is een bestuurslaag in het regentschap Lampung Timur van de provincie Lampung, Indonesië. Telogo Rejo telt 1865 inwoners (volkstelling 2010).